# Арозіо
Арозіо (італ. Arosio) — муніципалітет в Італії, у регіоні Ломбардія, провінція Комо.
Арозіо розташоване на відстані близько 500 км на північний захід від Рима, 29 км на північ від Мілана, 16 км на південний схід від Комо.
Населення — 5024 особи (2014).
Щорічний фестиваль відбувається 29 липня. Покровитель — San Nazaro.

## Демографія
Населення за роками:

Станом на 1 січня 2023 року в муніципалітеті офіційно проживало 312 іноземців з 35 країн, серед них 53 громадяни країн Євросоюзу та 13 громадян України.

## Сусідні муніципалітети
- Каруго
- Джуссано
- Інвериго